# Moravský zemský výbor
Moravský zemský výbor  byl nejvyšší výkonný orgán samosprávy na Moravě v letech 1861–1918.
Byl ustanoven na základě Zřízení zemského a Řádu voleního do sněmu zemského markrabství Moravského vydaného v roce 1861.

Zemský výbor navázal na stavovský zemský výbor.
Jednalo se o výkonnou část moravského zemského sněmu neboli zemskou vládu. Skládal se ze šesti takzvaných přísedících, vybíraných volbou z řad poslanců zemského sněmu. Jeden přísedící byl volen z poslanců moravského zemského sněmu zvolených za velkostatkáře, jeden za města, obchodní komory a živnostenské komory a jeden za venkov. Ostatní tři voleni libovolně. Přísedící byli povinni bydlet v Brně.
V čele zemského výboru stál zemský hejtman, který byl zároveň předsedou zemského sněmu a který byl jmenován císařem z řad poslanců zemského sněmu.
Funkční období členů výboru bylo 6 let. Aby usnesení výborů bylo platné, bylo potřeba alespoň hlasů čtyř přísedících.
Od roku 1906 se počet přísedících rozšířil na osm.
Každý člen zemského výboru (přísedící) měl na starosti svůj takzvaný „referát“, tedy vymezený okruh záležitostí, které spadaly do jeho pravomoci.

## Působnost moravského zemského výboru
1. referát
- zemské nadace, stipendia, fondy
- zemědělství, polní a lesní hospodářství, vinařství, zdravotnictví, zvěrolékařství
- obecní záležitosti v okresech Hodonín, Moravský Krumlov, Zábřeh, Litovel a Hranice

2. referát
- školní záležitosti
- pojišťování a zemské pojišťovny
- veřejné nemocnice
- obecní záležitosti v okresech Znojmo s městem, Mikulov, Jihlava s městem, Moravská Třebová, Boskovice

3. referát
- záležitosti náboženské a církevní
- hornictví
- německé školství, Německá vysoká škola technická v Brně, zřízení německé univerzity na Moravě
- Františkovo muzeum v Brně
- záležitosti sirotčinců, polepšovny, ústavy pro slabomyslné
- obecní záležitosti v okresech Šternberk, Šumperk, Rýmařov, Tišnov a moravských obvodech v moravském Slezsku

4. referát
- zemské finance a daně
- zdravotní ústavy, zemské nemocnice a porodnice, ústavy pro choromyslné
- česká vysoká technická škola v Brně
- zemské zaopatřovací ústavy v Brně a v Drnovicích
- obecní záležitosti v okresech Dačice, Třebíč, Velké Meziříčí a Nové Město

5. referát
- věci ústavní, zákonodárství, politické a soudní rozdělení země
- záležitosti gruntovních knih
- zemské domy v Brně (sídla zemské samosprávy), tedy nynější Nová radnice a Zemská sněmovna v Brně
- věci vojenské
- rybářství, honitba
- záležitosti stavební
- obecní záležitosti v okresech Brno–město, Hustopeče, Nový Jičín a Olomouc–město

6. referát
- moravská zemská zastavárna
- průmysl, živnosti a obchod
- české školy průmyslové a obchodní
- průmyslová muzea v Brně a v Olomouci
- bankovnictví a úvěrování, zemská hypoteční banka, zemědělská banka, spořitelny, záložny
- vodní dráhy (kanály, průplavy)
- obecní záležitosti v okresech Uherské Hradiště, Uherský Brod, Holešov, Kroměříž a Moravské Budějovice

7. referát
- české školy rolnické, vinařské, chmelařské, lnářské, sýrařské, mlékařské, hospodářské, podkovářské
- obecní zastupitelstva
- záležitosti agrární
- úrazové pojištění dělnictva
- záležitosti nalezenců, věci chudinské, české sirotčince, útulky pro pijáky
- obecní záležitosti v okresech Olomouc-venkov, Přerov, Prostějov, Valašské Meziříčí, Místek a Vyškov

8. referát
- zákonodárství
- české obecní školství
- ředitelství kanceláře (výboru)
- záležitosti univerzitní a založení české univerzity na Moravě
- zemské střední školy s českým vyučovacím jazykem
- statistiky
- umění, vědy a dějiny
- Moravský zemský archiv
- zemské ústavy pro hluchoněmé v Němčících u Ivančic a v Lipníku nad Bečvou
- obecní záležitosti v okresech Brno-okolí, Kyjov a Moravská Ostrava

## Členové moravského zemského výboru
| Člen                                           | Období                          |
| ---------------------------------------------- | ------------------------------- |
| Alois Pražák                                   | 1861–1884                       |
| Petr Chlumecký                                 | 1861–1863                       |
| Ferdinand Kaufmann                             | 1861–1865                       |
| Franz Adamczik                                 | 1861–1867                       |
| Karl Giskra                                    | poslancem 1861–1867             |
| August Wenzliczke                              | poslancem 1848–1849 a 1861–1884 |
| Gabriel Serényi                                | 1871, poslancem 1861–1867       |
| Antonín Mezník                                 | 1862–1873                       |
| Karl Frendl                                    | 1868–1896                       |
| Jindřich Dvořák                                | 1871–?                          |
| Johann Bažant                                  | 1872–1878                       |
| Jan Kozánek                                    | 1871 poslancem 1867–1871        |
| Ferdinand Bojakovský                           | 1871                            |
| hrabě Heinrich Josef Franz Karl Belrupt–Tissac | 1878–1896                       |
| Adolf Promber                                  | 1878–1899                       |
| rytíř Hugo Manner                              | 1878–1910                       |
| František Alois Šrom                           | 1879–1896                       |
| Josef Fanderlik                                | 1884–1895                       |
| Josef Koudela                                  | 1895–1896                       |
| Hugo Fuchs                                     | 1896/1899–?                     |
| Josef Tuček                                    | 1896–1901                       |
| Eduard Ulrich                                  | 1896–1903                       |
| Jan Žáček                                      | 1896–1908                       |
| Anton Zoebl                                    | 1899–1902 a 1896–1907           |
| Jan Rozkošný                                   | 1901–1906                       |
| Josef Jelinek                                  | 1902–1918                       |
| Eduard Schleimayer                             | 1902–?                          |
| Ludvík Egbert Belcredi                         | 1903–1914                       |
| Richard Baratta Dragono                        | 1904–1906 a 1910–1918           |
| Václav Šílený                                  | 1906–1911                       |
| Josef Koudela                                  | 1906–1913                       |
| Jan Vaca                                       | 1906–1913                       |
| Heinrich Fritsch                               | 1907                            |
| Wilhelm Freisler                               | 1907–1918                       |
| Otakar Pražák                                  | 1908–1909                       |
| Josef Staroštík                                | 1909–1913                       |
| Ladislav Pluhař                                | 1912–1918                       |
| Jaroslav Budínský                              | 1913–1918                       |
| Kuneš Sonntag                                  | 1913–1918                       |
| Jan Šrámek                                     | 1913–1918                       |
| František Bařina                               | 1914–1918                       |

Po zániku moravského zemského sněmu v roce 1918 zanikl i moravský zemský výbor v té podobě, v jaké byl v roce 1861 zřízen.
V roce 1928 byl zákonem č. 125/1927 Sb. O organisaci politické správy zřízen Zemský výbor země moravskoslezské.